# フェルナンド7世 (スペイン王)

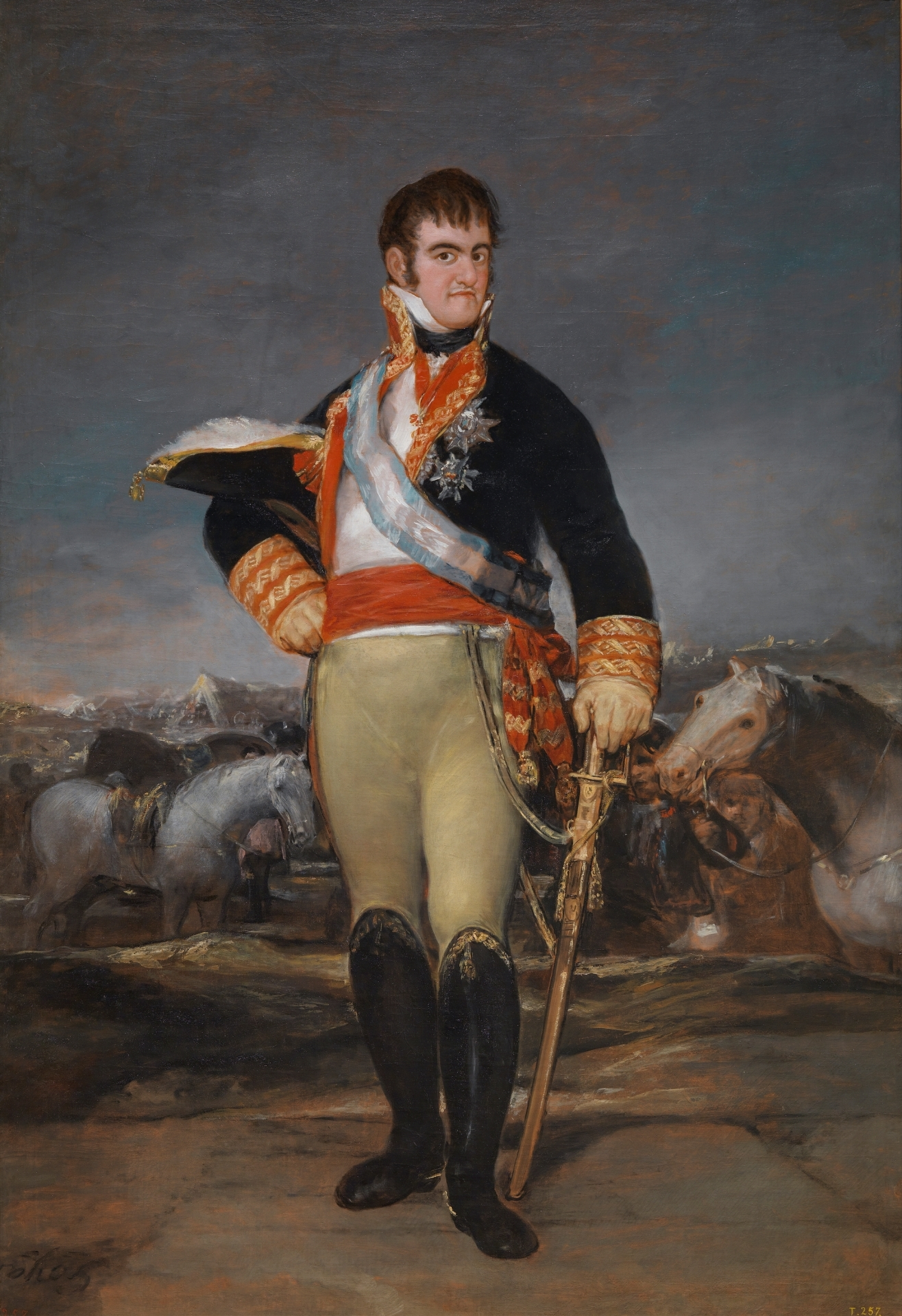
フェルナンド7世（フランシスコ・デ・ゴヤ作　1815年頃）プラド美術館蔵

フェルナンド7世（スペイン語: Fernando VII, 1784年10月14日 - 1833年9月29日）は、スペイン国王（在位：1808年、1813年 - 1833年）である。

## 生涯

### 生い立ち
スペイン国王カルロス4世と妃マリーア・ルイーサ・デ・パルマの長男として、マドリード近くのエル・エスコリアルの広大な宮殿で生まれた。
フェルナンドが生きた時代、フランスではフランス革命が勃発し、それによるフランス革命戦争、続くナポレオン戦争は全ヨーロッパを巨大な動乱へ巻き込むこととなった。戦乱は体制の腐敗と老朽化が進んでいたスペインに大きな悲劇をもたらし、久しく国際舞台から外れていたスペインをヨーロッパで最大の関心事とすることになる。
少年から青年時代にかけては、王位継承者とはいえ両親と両親のお気に入りのマヌエル・デ・ゴドイ（母の愛人）から除け者にされているという辛い立場に追いやられ、彼らに恨みを抱きつつ、自重していた。この間にも弱体化した政府に対する全国の不満は高まり、1805年には大規模な暴動が起きている。政情不安が続く1807年10月、フェルナンドはエスコリアル陰謀事件の共犯として逮捕された。この陰謀は政府内のリベラルな改革派がフランス皇帝ナポレオンの助けを得てカルロス4世らを追放し、フェルナンドを新王に就けようとしたものである。改革派の希望の星という立場であったにもかかわらず、フェルナンドは陰謀が発覚すると彼らを裏切り、両親の指示に従った。

### 即位
父カルロス4世が1808年3月にアランフエスの民衆の暴動で退位を余儀なくされると、フェルナンドがスペイン王フェルナンド7世として即位した。フェルナンドはフランスの助力を期待していたが、ナポレオンの考えは自身によるスペイン支配へと変わっており、結局フェルナンドも退位を強要されることになる。その後スペイン本土はナポレオン支配に反発する民衆の組織したゲリラとそれを支援するイギリス軍と、フランス軍との間で7年近くもの間スペイン独立戦争（半島戦争）の舞台となるが、フェルナンドは無為無策のままフランスのヴァランセ宮殿に囚われていた。
1814年3月、ナポレオンの敗北が決定的となり、フェルナンドも解放された。それを知った連合軍はフェルナンドをマドリードに帰還させた。ナポレオンによる占領と戦争を引き起こしたフランスびいき（afrancesados）を非難するスペイン人は、初めフェルナンドを歓迎した。フェルナンドはじきにスペイン国民が自分の名において対仏戦争を戦い、自分の名においてフンタがラテンアメリカを統治してきたとはいえ、スペインが外国の侵略と国内の革命で誕生した新しい国家となっていることを知った。憲法に基づいた開放的な政治が要求され、絶対君主制は過去のものとなりつつあったのである。だが王に返り咲いたフェルナンドは、当初は1812年に制定された憲法に基づいて統治を行うとした開放政策を保証したが、教会の後押しを受けた保守派に煽られて、復位数週間後の5月4日には憲法を拒否し、5月10日、解放派の指導者を逮捕し、現行の憲法について、自分の不在中に同意なしにコルテスが制定したものであるとしてこれを無効とした。従って王権は王個人にのみ帰属するとしたボルボン朝の政策に回帰したことになる。
一方、スペイン本国の弱体化により、南米各地のスペイン植民地では独立戦争が相次いで勃発した。初期には共和派の多くで派閥抗争が絶えず、王党派が多くの地域で優勢であった。しかしシモン・ボリーバルら卓越した指導者に恵まれた共和派が徐々に勢力を盛り返し、1817年ころにはスペインが植民地の殆どを喪失することは確実になっていた。マニラ・ガレオン船に代表される植民地間をつなぐ長大な航路網とそれがもたらす膨大な税収は途絶え、国家財政は破綻するしかなかった。
フェルナンドはスペインを強引に古来よりの君主制に回帰させたが、政治的に無能であった彼は実際の政治をごく少数の取り巻きに任せきりにした。彼らの言うままにフェルナンドは数か月ごとに気紛れに容赦なく次々と閣僚を交代させた。列強はフェルナンドをスペインの正当な統治者として認定していたが、彼の惨憺たる統治にうんざりしながら警戒の目で動きを見守っていた。厳しくなる一方の内外情勢にフェルナンドも混乱し、疲弊していたようで1814年12月1日にカラデャ卿フリードリッヒ・フォン・ゲンツに「自分が最初の閣僚の一員になり、連中を逮捕し、残虐な敵に引き渡す」と書き送り、再び1815年1月14日に「国王には国家の警察長官と看守にしかなれない非常に堕落した自分がいる」と書いている。
スペインの金羊毛騎士団団長であり、この資格で半島戦争に功のあった初代ウェリントン公爵アーサー・ウェルズリーをプロテスタントで最初の団員にした。

### スペイン立憲革命
1820年1月1日、ラファエル・デル・リエゴ・イ・ヌニェス大佐が、南米の独立戦争を鎮圧すべくセビリア県のカベーセス・デ・サン・フアンに集結していた部隊を率いて反乱を起こし、それはやがて1812年憲法復活を要求する巨大な暴動となりフェルナンドはすぐに捕らえられた。彼はひとたまりもなくかつて両親に行ったように反乱軍に跪いてみせた。だがあくまで権力の座にしがみつこうとしたフェルナンドは裏でイエズス会に協力を要請、1822年にイエズス会派25人がマドリードで殺害されているように、イエズス会は解放の時代に王党派の抑圧と専制政治を支持し解放派と激しい戦いを演じた。19世紀のスペインにとってイエズス会の追放と再建は、解放と専制政治のせめぎあいの連続であった。この混乱の際、1810年以来独立運動で揺れていた植民地ヌエバ・エスパーニャ（メキシコ）では、独立に強固に反対していた王党派がフェルナンド7世を支持し、リエゴ大佐ら革命派を攻撃した。これにより地元住民はスペイン本国から心が離れてしまい、メキシコ独立を加速することとなった。
1823年初頭にヴェローナ会議の結論としてフランスが「アンリ4世の家系にスペイン王位を引き継がせ、ヨーロッパとその素晴らしい王国を保護するために聖ルイの神の加護を求めて」スペインに侵攻すると、5月に革命派はフェルナンドをカディスに連行した。幽閉中のフェルナンドは憲法の復活を約束したがそれも釈放されるまでの話だった。
介入のため進攻してきたアングレーム公率いるフランス軍はトロカデロの戦いで革命派の軍を破り、次いでカディスを占領してフェルナンドを釈放した。権力の座に戻るやフェルナンドは恩赦の誓いをいち早く反故にして早速報復に取り掛かった。リエゴ・イ・ヌニェス大佐ら革命派の主だったものは処刑され、恐怖政治は3年間続いた。その残虐さは王党派すら愛想を尽かすほど凄まじいものだったという。

### 晩年

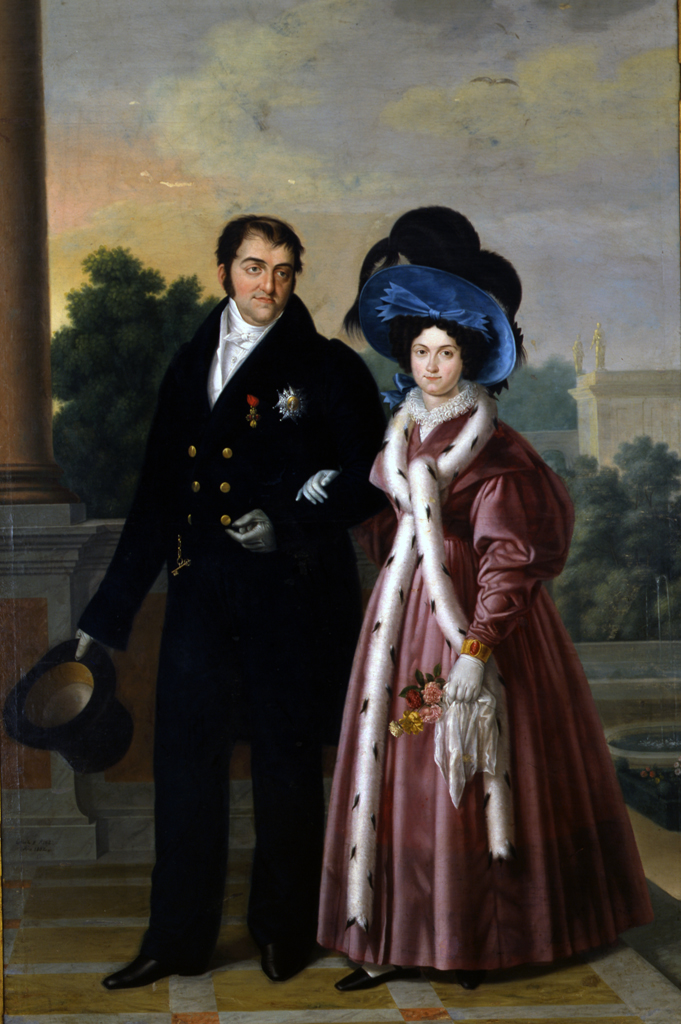
1832年、マリア・クリスティーナ王妃と

晩年にはフェルナンドの体力は衰えた。もはや気まぐれに閣僚を入れ替えることすらせず、何人かの側近に国政を完全に委ねた。日常の習慣は、自分のことを話すことであった。フェルナンドは怠惰になり、太りすぎて見るも無残な姿になった。1829年に両シチリア王国の王女マリア・クリスティーナと4度目の結婚を行ったが、この時点でフェルナンドには子どもがおらず、弟カルロスが王位継承者となっていた。
当然ながらマリア・クリスティーナは我が子の即位を望んだが、彼女の気がかりはスペイン・ブルボン朝成立以来、王位継承法となっていたサリカ法により女性の王位継承は否定されていたことである。自分が娘しか産まなかったときにも王位の保障が得られるよう、彼女はフェルナンドに従来の王位継承法を改変するようそそのかした。結局この結婚では2人の娘しか産まれなかったが、マリア・クリスティーナの配慮が実り、1830年に発布された国事詔書に基づいて長女イザベルが王位を継承することになる。しかし、恣意的な継承順序の変更に対し、教会や貴族を中心とした保守派がカルロスの即位を主張し、やがてこの対立が内戦（カルリスタ戦争）に発展する。
衰弱しきっていたフェルナンドは、体調が良いときでも妻の支配を受けなければ執務は不可能であった。体調を崩す度に、カルリスタによる呪詛ではないかと恐怖したという。人生の最後の時期にあって下した決定が彼の意志によるものなのかは最早はっきりしない。妻は夫の死の床では実質的な女王であり、自分の言いたいことを死に行く男に言わせ、自分の意志で死に行く男の手を動かすことができた。1833年9月29日、フェルナンド7世没。48歳であった。
「国王は王になり神と繋がるためには閣僚より賢くなければならない」とは、狂信的な王党派が頻繁に口にしたことであった。フェルナンド7世の時代以降、王権神授説を象徴するこの意見を顧みる者はいなくなった。
フェルナンド7世はこの波乱に満ちた1820年から1823年まで日記をつけることを欠かさなかった。後にカサ・バレンシア伯爵が出版することになる。

## 結婚と子女
フェルナンド7世は4回結婚した。
1802年、ナポリ＝シチリア王フェルディナンド4世／3世（後の両シチリア王フェルディナンド1世）の王女で従姉妹に当たるマリーア・アントニエッタ（1784 - 1806）と結婚した。子供は生まれなかった。
1816年、ポルトガル王ジョアン6世の王女で姪に当たる（フェルナンドの姉カルロッタ・ホアキナの娘）マリア・イサベル（1797 - 1818）と結婚した。2人の間に唯一生まれた娘は、4ヶ月で他界した。
1819年、ザクセン王子マクシミリアンの娘マリア・ホセーファ（1803 - 1829）と結婚した。子供は生まれなかった。
最後に1829年、自身の別の姪で、最初の妃の姪でもある、両シチリア王フランチェスコ1世（彼の姉が最初の妃マリーア・アントニエッタ）と王妃マリーア・イザベッラ（彼女もカルロス4世の娘でフェルナンドの妹）の王女マリア・クリスティーナ（1806 - 1878）と結婚した。マリアは娘を2人生んだ。
- イサベル2世（1830 - 1904）
- ルイサ・フェルナンダ（1832 - 1897） - アントワーヌ・ドルレアン（モンパンシエ公爵、フランス王ルイ・フィリップの末子）と結婚。